# Henrik Renqvist
Henrik Renqvist, född Heikki Kukkonen den 1 augusti 1789 i Ilomants, död 5 november 1866 i Sordavala, var en finländsk präst och väckelseledare.

## Biografi
Henrik Renqvist föddes som Heikki Kukkonen i Ilomants. Hans föräldrar var talollinen Heikki Kukkonen och Anna Lehikoinen. Han gifte sig med Eva Maria Öhman. Renqvist prästvigdes 1817 och tjänstgjorde som hjälppräst i Libelits från 1817 till 1826, och som predikant vid Svartholms fängelsefästning från 1826 till 1832. År 1836 blev han kapellan i Sordavala.
Under hans tid i Sordavala uppstod en väckelse under hans karismatiska inflytande; en renqvistsk väckelse, renqvistiläisyys, uppstod när Karelens "bedjare" (rukoilevaiset) anslöt sig till västra Finlands och Savolax tidigare väckelserörelser. Renqvist betonade helgelse och vardagsbotgöring; fromhetsövningar som bön på knä ledde enligt honom till upplevelser av ett "hemligt liv" (salattu elämä). Han fördömde Paavo Ruotsalainens och Fredrik Gabriel Hedbergs läror.

## Verk
Renqvist var en produktiv författare och hans skrifter hade stor betydelse för den religiösa debatten i Finland. Några av hans mest kända verk inkluderar:
- Lyhykäinen itse-koettelemus ja parannuxen neuvo (1830)
- Lyhykäinen tutkinto rukouksen tarpeellisuudesta (1835)
- Väärän opin kauhistus ja oikian opin puolustus (1844)
- Tutkistelemus, jossa osotetaan pyhä Raamattu olevan Jumalan Sana ja ei ihmisten sana, niinkuin pilkkaajat
ja toimettomat ihmiset sanovat (1851)
- Kuolleen uskon opin ilmoittaja, joka ilmoittaa mikä kuollut usko on, niinkuin myös ett’ei elävään uskoon päästä eikä siinä pysytä ilman niitä neuvoja ja välikappaleita, jotka Jumalan sanassa meille annetut ovat (1856)

## Arv och inflytande
Renqvist var betydande inom mission och verkade för nykterhet.